# Android Studio
Android Studio ist eine freie Integrierte Entwicklungsumgebung (IDE) von Google und offizielle Entwicklungsumgebung für die Android-Softwareentwicklung. Android Studio basiert dabei auf der IntelliJ IDEA Community Edition.
Es ersetzt unter anderem das Android Developer Tool (ADT) für Eclipse, welches seit Ende 2015 nicht mehr offiziell unterstützt wird.

## Geschichte
Android Studio wurde am 16. Mai 2013 von Googles Produktmanager Ellie Powers auf der Entwicklerkonferenz Google I/O angekündigt. Kurz nach diesem Zeitpunkt stellte Google in regelmäßigen Abständen neue Testversionen zur Verfügung.
Nach einer Entwicklungsdauer von zwei Jahren veröffentlichte Google am 8. Dezember 2014 Version 1.0 für Windows, macOS und Linux.
Seit der Alpha-Version 1.2 Preview 1, die am 10. März 2015 veröffentlicht wurde, basiert Android Studio auf IntelliJ IDEA.
Mit der Preview-Version 1.3 vom 28. Mai 2015, wurde der SDK Manager vollständig in Android Studio integriert, auch ist nun die Unterstützung für das Android-NDK (Native Development Kit) vorhanden. In der Version 1.3 wurde zudem der Android Memory Viewer und ein Allocation Tracker integriert. Ab dieser Version ist es außerdem möglich, Inline-Annotations für die neuen App-Berechtigungen von Android M sowie Data Binding zu nutzen.
Seit der Android Studio Vorschau-Version 2.0 ist die Funktion Instant Run verfügbar, was es Entwicklern ermöglicht, geänderten Code und Ressourcen direkt auf dem Gerät innerhalb der laufenden App zu modifizieren.
Am 7. Mai 2019 ersetzte Kotlin Java als Googles bevorzugte Sprache für die Entwicklung von Android-Anwendungen. Java wird weiterhin unterstützt, ebenso wie C++.

### Versionstabelle
| Version                                                   | Veröffentlichung   | Änderungen |
| --------------------------------------------------------- | ------------------ | --- |
| Preview                                                   | 16. Mai 2013       | erste Version |
| 1.0                                                       | 8. Dezember 2014   | erste stabile Version |
| 1.1                                                       | 18. Februar 2015   | Neues Build-System, Templates für Android Wear Watchfaces |
| 1.2                                                       | 30. April 2015     | IntelliJ IDEA 14.1, neuer Debugger, Optimierungen des Editors |
| 1.3                                                       | 30. Juli 2015      | Android Memory (HPROF) Viewer, Allocation Tracker, APK-Tests in Modulen, Annotations für die neuen App-Berechtigungen von Android Marshmallow, Vorschau für C++-Unterstützung, Unterstützung für Data Binding, Fehlerkorrekturen                                                                               |
| 1.4                                                       | 30. September 2015 | Unterstützung für Vector Assets, Theme-Editor, aktualisierte Projekt-Templates, GPU-Rendering und Netzwerk-Monitor |
| 1.5                                                       | 19. November 2015  | Bugfixes, Verbesserungen am Memory Profiler und mehr Lint-Regeln |
| 2.0                                                       | 7. April 2016      | Instant Run, GPU Profiler, basiert auf IntelliJ 15, Cloud Test Lab Integration |
| 2.1                                                       | 26. April 2016     | Unterstützung für Android N Developer Preview, Jack Compiler |
| 2.2                                                       | 19. September 2016 | Neuer Layout-Designer mit Constraints-Layout, Firebase-Plugin, IntelliJ 2016.1, verbesserte Unterstützung für Jack-Compiler und Java 8 |
| 2.3                                                       | 2. März 2017       | Instant-Run-Verbesserungen, Stable Release des Constraint-Layouts, WebP-Support, aktualisierter Material Design-Icon Picker, IntelliJ 2016.2 |
| 3.0                                                       | 25. Oktober 2017   | Android O, Unterstützung für Kotlin, Android Profiling, schnellere Gradle-Kompilierung von großen App-Projekten, Adaptive Icon Wizard, Unterstützung für benutzerdefinierte Schriftarten, Unterstützung für Android Things, Google Play Store in Android-Emulatoren, IntelliJ 2017.1.2, Java 8 Sprach-Features |
| 3.1                                                       | 26. März 2018      | Kotlin Lint-Überprüfungen, Datenbank-Code-Bearbeitung, IntelliJ 2017.3.3, D8 Dex Compiler, Neues Build-Ausgabefenster, Quick Boot für Android Emulatoren, C++ CPU Profiling, Aktualisierungen am Netzwerk-Profiler                                                                                             |
| 3.2                                                       | 12. September 2018 | Android Jetpack, Android-App-Bundle-Unterstützung, IntelliJ IDEA 2018.1.6, neuer R8 Code Shrinker (ersetzt ProGuard), intelligente Editor-Funktionen für CMake-Build-Dateien, JNI-Verweise im Speicher-Profiler überprüfen, allgemeine Fehlerkorrekturen                                                       |
| 3.3                                                       | 14. Januar 2019    | IntelliJ IDEA 2018.2.2, Navigation Editor, Aktualisierung des New Project Wizard, neue Profiler-Version, Projekt-Sync für einzelne Varianten |
| 3.4                                                       | 17. April 2019     | Ressourcen-Manager, aktualisierter Projekt-Struktur-Dialog |
| 3.5                                                       | 20. August 2019    | IntelliJ IDEA 2019.1, Project Marble, Speicher-Einstellungen, Apply Changes statt Instant Run, Chrome OS Unterstützung, neuer Layout Editor |
| 3.6                                                       | 24. Februar 2020   | Neuer Split Code / Design Editor View, Neue View Binding Funktion, NDK Aktualisierung, Emulator Location Upgrade, IntelliJ IDEA 2019.2, „Multi Preview feature“ wurde entfernt |
| 4.0                                                       | 28. Mai 2020       | Neue Build Analyzer Funktion, Java 8 library desugaring in D8 and R8 möglich, CPU Profiler Upgrades, IntelliJ IDEA 2019.3.3 |
| 4.1                                                       | 12. Oktober 2020   | Neuer Datenbank-Inspektor, Android-Emulator direkt in Android Studio anzeigen, Unterstützung für TensorFlow Lite Modelle, Nativer Speicher-Profiler, Dagger Browse-Unterstützung, Aktualisierte Material Design Komponenten, IntelliJ IDEA 2020.1                                                              |
| 4.2                                                       | 4. Mai 2021        | Optimierte Gradle-Build für JDK 11, Upgrade Assistent für Android Gradle Plugin |
| 2020.3.1" \| Arctic Fox \| 2020.3.1                       | 28. Juli 2021      | Neue Versionsnummerierung, Gradle Test-Runner, Accessibility-Scanner für Layout-Editor, Unterstützung für Jetpack Compose, IntelliJ IDEA 2020.3 |
| 2021.1.1" \| Bumblebee \| 2021.1.1                        | 25. Januar 2022    | |
| 2021.2.1" \| Chipmunk \| 2021.2.1                         | 9. Mai 2022        | |
| 2021.3.1" \| Dolphin \| 2021.3.1                          | 15. September 2022 | |
| 2022.1.1" \| Electric Eel \| 2022.1.1                     | 12. Januar 2023    | |
| 2022.2.1" \| Flamingo \| 2022.2.1                         | 13. April 2023     | |
| 2022.3.1" \| Giraffe \| 2022.3.1                          | 25. Juli 2023      | |
| 2023.1.1" \| Hedgehog \| 2023.1.1                         | 30. November 2023  | |
| 2023.2.1" \| Iguana \| 2023.2.1                           | 29. Februar 2024   | |
| 2023.3.1" \| Jellyfish \| 2023.3.1                        | 30. April 2024     | Gemini ist in Android Studio verfügbar |
| 2024.1.1" \| Koala \| 2024.1.1                            | 13. Juni 2024      | |
| 2024.1.2" \| Koala Feature Drop \| 2024.1.2               | 29. August 2024    | |
| 2024.2.1" \| Ladybug \| 2024.2.1                          | 1. Oktober 2024    | |
| 2024.2.2" \| Ladybug Feature Drop Canary 5 \| 2024.2.2    | 3. Oktober 2024    | |
| 2024.2.2" \| Ladybug Feature Drop Patch 2 \| 2024.2.2     | 26. Februar 2025   | |
| 2024.3.1" \| Meerkat \| 2024.3.1                          | 4. März 2025       | |
| Legende:Alte VersionAktuelle VersionAktuelle Vorabversion |                    | |

## Funktionen
Neben den Funktionen, die bereits in IntelliJ IDEA implementiert sind, stehen die folgenden zur Verfügung:
- Unterstützung für die Entwicklung von Android, Wear OS und Android TV Apps.
- Android Studio verwendet ein Build-Management-Automatisierungs-Tool, das auf Gradle basiert. Das System gibt dem Entwickler die Möglichkeit, für verschiedene Gerätetypen, wie z. B. Tablets, optimierte Versionen der App zu erstellen.
- Theme-Editor
- Android Lint
- Es ist möglich, Google-Dienste wie Google Cloud Messaging innerhalb der IDE zu konfigurieren und direkt auf die App anzuwenden.
- Unterstützung für ProGuard und automatische App-Signierung
- Integrierter Emulator für schnelle App-Tests auf verschiedenen Gerätetypen und Android-Versionen[47]
- Code-Analyse und intelligente Vorschläge zur Code-Verbesserung (IntelliSense)
- Unterstützung für Kotlin als offizielle Programmiersprache für Android-Entwicklung[48]
- Layout-Editor mit Drag-and-Drop-Funktionalität zur visuellen Gestaltung von Benutzeroberflächen
- Firebase-Integration zur einfachen Nutzung von Backend-Diensten wie Authentifizierung, Datenbank und Analytics[49]
- Unterstützung für Jetpack Compose, das moderne UI-Toolkit für deklarative Android-UI-Entwicklung[50]
- Versionierung und Git-Integration direkt in der IDE[51]
- Profiler-Tools zur Überwachung der App-Leistung, Speicher- und CPU-Nutzung[52]
- Automatisierte Refactoring-Werkzeuge zur Verbesserung der Codequalität
- Unterstützung von Instant Apps, mit denen Nutzer Teile einer App ohne vollständige Installation nutzen können[53]
- Unterstützung für Android App Bundle und dynamische Feature-Module zur Reduzierung der App-Größe und flexiblen Funktionsauslieferung[54]
- KI-gestützte Funktionen wie Gemini 2.5 Pro für Code-Generierung und UI-Transformationen[55]
- Jetpack Compose mit neuen UI-Komponenten wie Autosize Text, Animate Bounce und Visibility Tracking[56]
- Android Studio Cloud – experimentelle Browser-Version von Android Studio über Firebase Studio[57]

## Systemvoraussetzungen
Android Studio ist kompatibel ab Windows 8/10 (64 bit), ab macOS 10.14 und Gnome, KDE oder Unity unter Linux.
Systemvoraussetzungen:
- 8 GB RAM oder mehr
- mind. 8 GB freie Speicherkapazität (IDE, Android SDK und Emulatoren)
- mind. 1280 × 800 Pixel Bildschirmauflösung
- für hardware-beschleunigten Emulator: 64-bit-Betriebssystem und Intel- oder AMD-Prozessor mit Virtualisierungserweiterungen.

Windows PCs mit ARM-basierten CPUs werden derzeit nicht unterstützt.